# دودة الحشد الإفريقية
دودة الحشد الإفريقية أو دودة الجيش الإفريقية (الاسم العلمي: Spodoptera exempta)، وتسمى أيضًا أوكالومبو، أو كوماندوورم، أو دودة الحشد الجوزية، هي نوع من العث من فصيلة الليليات. غالبًا ما تظهر اليرقات سلوكًا في السير عند الذهاب إلى مواقع الغذاء، ولهذا سُميت بـ "دودة الجيش". تُظهِر اليساريع أشكال متعددة وذلك اعتمادًا على الكثافة حيث تكون اليرقات التي تُربى في عزلة خضراء اللون، بينما تكون اليرقات التي تربى في مجموعات سوداء. وتسمى هذه المراحل بالانفرادية Solitaria والقطعانية gregaria. تعتبر اليساريع القطعانية من الآفات الضارة للغاية، فهي قادرة على تدمير محاصيل بأكملها في غضون أسابيع. تتغذى اليرقات على جميع أنواع الأعشاب، وفي المراحل المبكرة تتغذى على محاصيل الحبوب (مثل الذرة والأرز والقمح والدخن والذرة الرفيعة)، وقصب السكر، وأحيانًا على جوز الهند. تكون اليساريع الانفرادية أقل نشاطًا وتخضع لتطور أبطأ بكثير. يوجد هذا النوع بشكل شائع في إفريقيا، ولكن يمكن رؤيته أيضًا في اليمن وبعض جزر المحيط الهادئ وأجزاء من أستراليا. تميل حالات تفشي دودة الحشد الإفريقية إلى أن تكون مدمرة للأراضي الزراعية والمراعي في هذه المناطق، حيث تحدث أعلى حالات تفشي الآفة خلال موسم الأمطار بعد فترات القحط الطويلة. خلال مواسم القحط الطويلة ("خارج الموسم")، تكون الكثافة السكانية لدودة منخفضة للغاية ولا يتم ملاحظة أي تفشي للآفة.